# باربرا راس
باربرا راس (بالإنجليزية: Barbara Ras)‏ (1949)؛ كاتِبة وشاعرة أمريكية.

## الجوائز
- زمالة غوغنهايم